# Національний музей сучасного мистецтва (Квачхон)
Національний музей сучасного мистецтва (국립현대미술관) — національний музей Південної Кореї, розташований у Квачхоні. Входить до сотні найвідвідуваніших художніх музеїв світу.
Це — єдиний національний музей, де представлено в одному місці роботи корейських і зарубіжних авторів. Тут встановлено устаткування світового класу і на постійній основі проводиться виставка скульптур. Будівля галереї добре поєднується з горами Чхонгесан і унікальним корейським ландшафтом на задньому плані. Проект будівлі ґрунтований на архітектурі старовинних палаців, стіни і сходи виконані в традиціях національних корейських будинків.
Національний музей сучасного мистецтва знаходиться поблизу парку атракціонів «Соуль Ленд» і зоопарку «Соуль Гранд парк».